# Hemiptarsenus khlopunovi
Hemiptarsenus khlopunovi är en stekelart som beskrevs av Storozheva 1989. Hemiptarsenus khlopunovi ingår i släktet Hemiptarsenus och familjen finglanssteklar. Inga underarter finns listade i Catalogue of Life.